# HD 74560
HD 74560 è una stella bianco-azzurra nella sequenza principale di magnitudine 4,82 situata nella costellazione delle Vele. Dista 480 anni luce dal sistema solare e si trova sul lato orientale dell'ammasso aperto IC 2391.

## Osservazione
Si tratta di una stella situata nell'emisfero celeste australe, nella parte orientale dell'ammasso IC 2391, dominato dalla stella ο Velorum. La sua posizione è fortemente australe e ciò comporta che la stella sia osservabile prevalentemente dall'emisfero sud, dove si presenta circumpolare anche da gran parte delle regioni temperate; dall'emisfero nord la sua visibilità è invece limitata alle regioni temperate inferiori e alla fascia tropicale. La sua magnitudine pari a 4,8, fa sì che possa essere scorta solo con un cielo sufficientemente libero dagli effetti dell'inquinamento luminoso.
Il periodo migliore per la sua osservazione nel cielo serale ricade nei mesi compresi fra dicembre e maggio; nell'emisfero sud è visibile anche all'inizio dell'inverno, grazie alla declinazione australe della stella, mentre nell'emisfero nord può essere osservata limitatamente durante i mesi della tarda estate boreale.

## Caratteristiche fisiche
La stella è una bianco-azzurra nella sequenza principale; possiede una magnitudine assoluta di -1,02 e la sua velocità radiale positiva indica che la stella si sta allontanando dal sistema solare.

## Sistema stellare
HD 74560 è un sistema multiplo formato da 4 componenti. La componente principale A è una stella di magnitudine 4,82. La componente B è di magnitudine 5,8, separata da 76,6 secondi d'arco da A e con angolo di posizione di 310 gradi. La componente C è di magnitudine 8,0, separata da 0,5 secondi d'arco da B e con angolo di posizione di 130 gradi. La componente D è di magnitudine 9,6, separata da 60,8 secondi d'arco da B e con angolo di posizione di 266 gradi.